# Romilly-sur-Aigre
Pour les articles homonymes, voir Romilly et Aigre.
Romilly-sur-Aigre [ʁɔmiji syʁ ɛɡʁ] est une ancienne commune française située dans le département d'Eure-et-Loir en région Centre-Val de Loire. Le 1er janvier 2017, elle a été intégrée à la commune nouvelle de Cloyes-les-Trois-Rivières avec le statut de commune déléguée.

## Géographie

### Situation
Romilly-sur-Aigre est installée sur les deux versants de l'Aigre, affluent de rive gauche du Loir. Situé au sud du département d'Eure-et-Loir, son territoire est limitrophe de celui de Loir-et-Cher.

Situation géographique
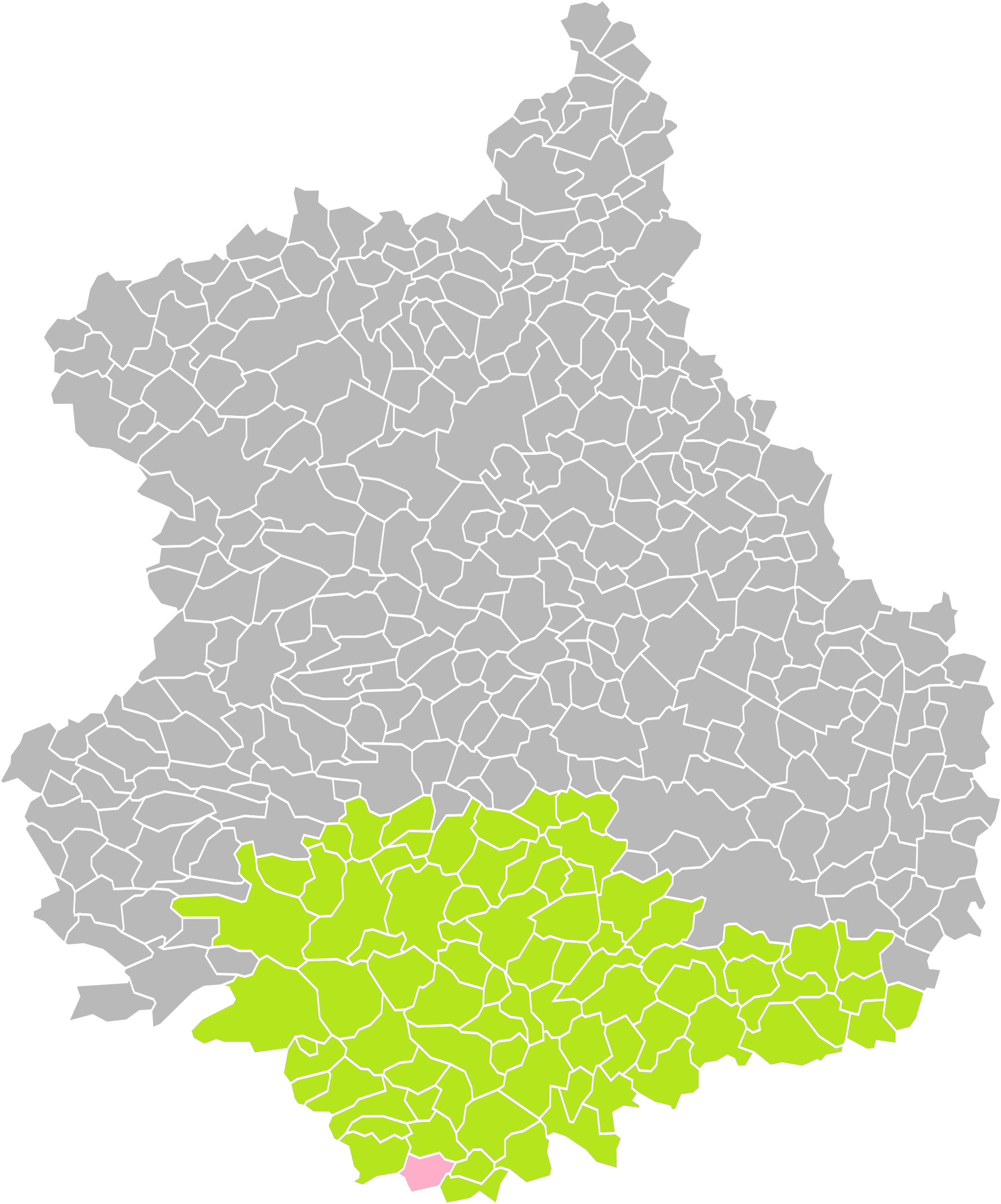
Romilly-sur-Aigre dans son arrondissement.
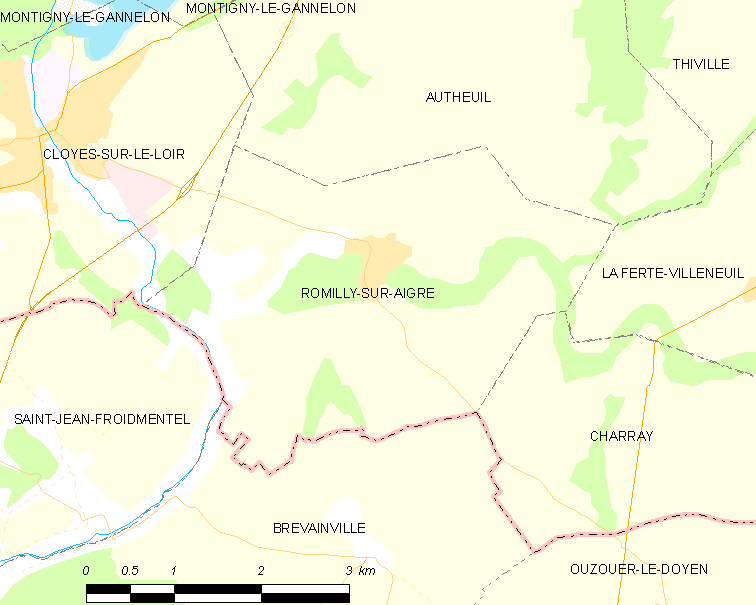
Carte de la commune de Romilly-sur-Aigre, 2012.

### Communes et département limitrophes
| Cloyes-sur-le-Loir                    | Autheuil                       |                     |
|                                       | Romilly-sur-Aigre (avant 2017) | La Ferté-Villeneuil |
| Saint-Jean-Froidmentel (Loir-et-Cher) | Brévainville (Loir-et-Cher)    | Charray             |

### Hydrographie
Comme l'indique son nom, la commune est traversée par la rivière l'Aigre, affluent du Loir, sous-affluent de la Loire par la Sarthe et la Maine. Le confluent de l'Aigre et du Loir se situe à la limite ouest de la commune.
La commune bénéficie depuis 1969 d'une station hydrologique : le débit moyen annuel ou module de l'Aigre, observé durant une période de 49 ans (de 1969 à 2018), est de 1,47 m3/s, soit 1 470 litres par seconde. La hauteur maximale instantanée, relevée à Romilly-sur-Aigre le 17 juin 2013, est de 0,984 m.
Pour assurer la continuité écologique du Loir et de son affluent, le syndicat mixte d'aménagement et de restauration du bassin du Loir en Eure-et-Loir (SMAR Loir 28) a entrepris des travaux pour recréer le lit de la rivière et assurer le transit piscicole et sédimentaire.

L'Aigre à Romilly-sur-Aigre
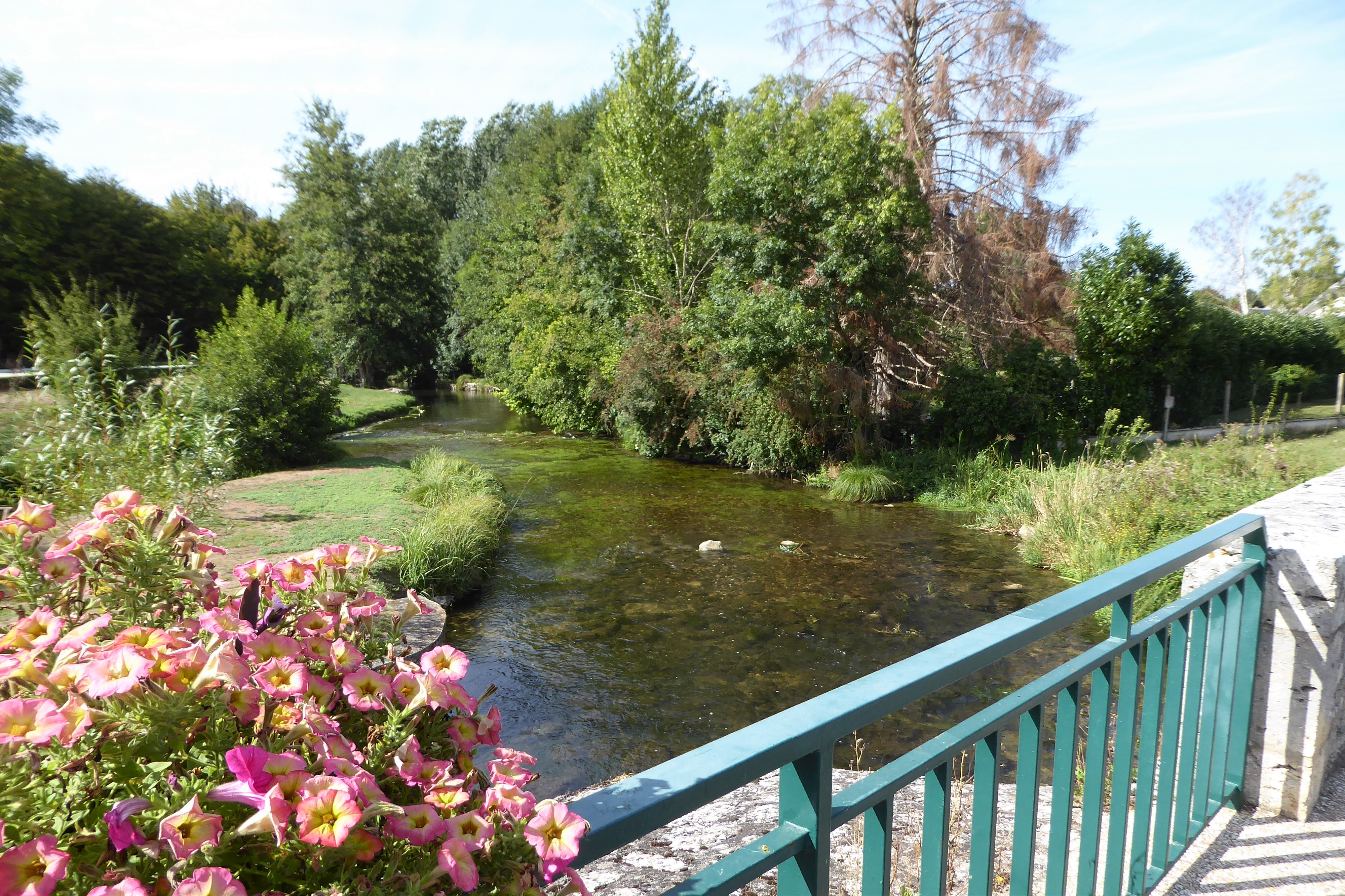
La rivière l'Aigre, vue aval.
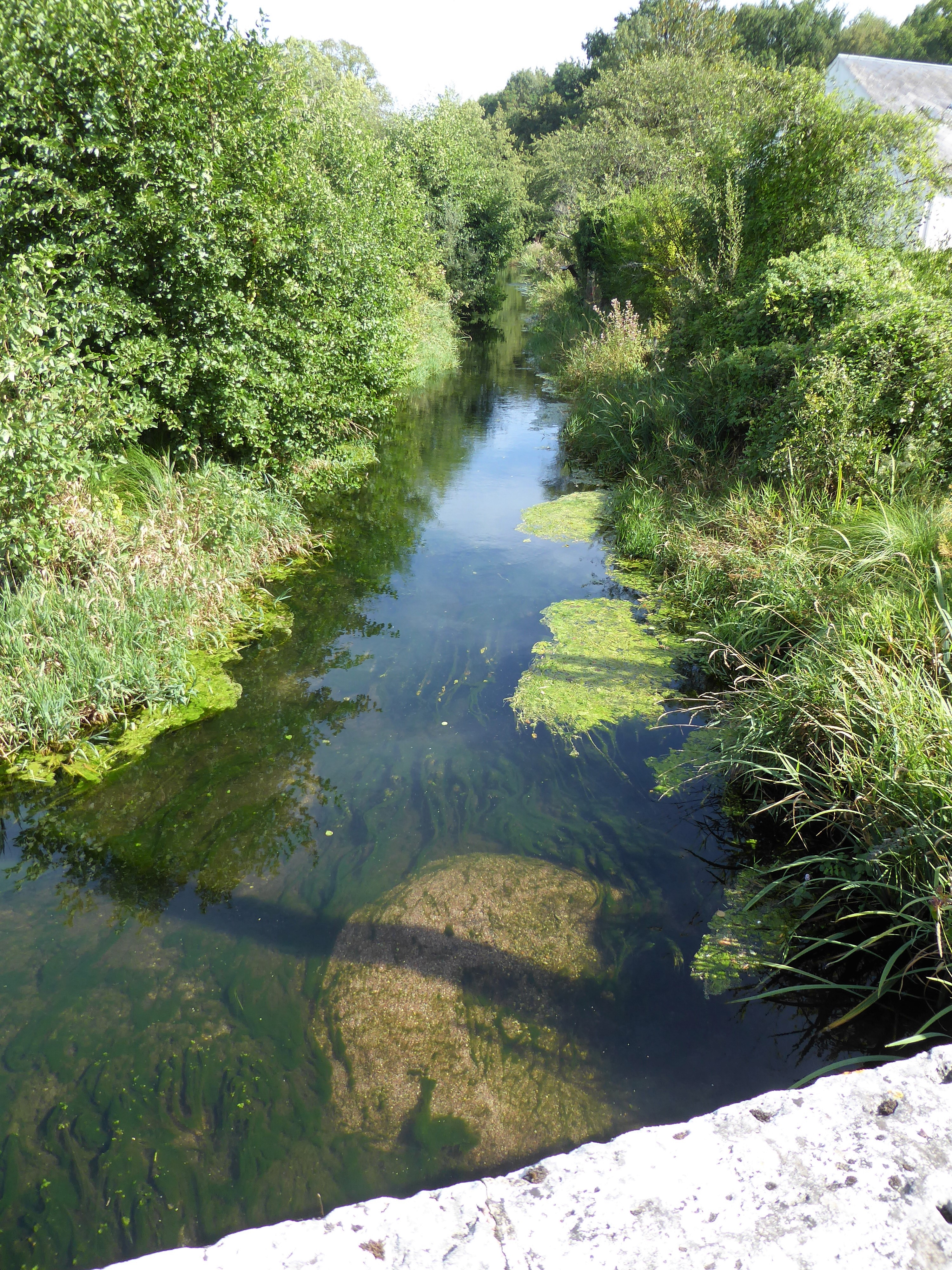
L'Aigre, vue amont.
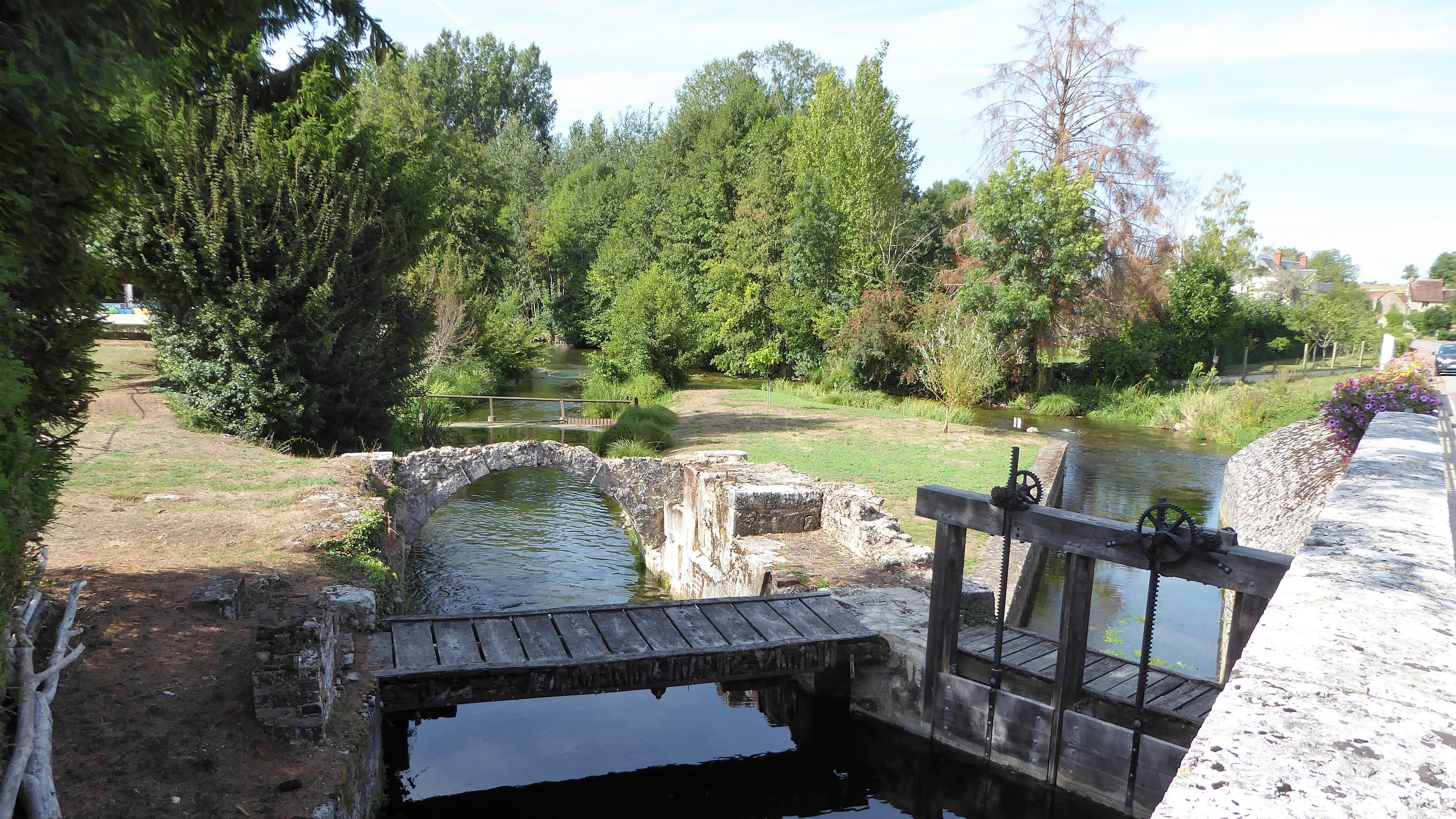
Bief d'une ancienne scierie sur l'Aigre.

## Toponymie
Le nom de la localité est attesté sous les formes Rommileium vers 1160 (ch. de la lépr. du Grand-Beaulieu), Romilli en 1188 (ch. de l’abb. de Bonneval), Romilliacum in Pertico en 1246 (ch. de l’abb. de Saint-Avit près Châteaudun), Romilliacum en 1275, Romilly sur Ougre 1447 (ch. du chap. de Saint-André de Châteaudun), Rommilly en 1455 (ch. de l’abb. de Thiron), Romiliacum ad Arulam en 1626 (pouillé), Romilly sur Egre en-Dunois 1715 (reg. de l’état-civil de Romilly-sur-Aigre).
L'Aigre est une rivière des départements de Loir-et-Cher et d'Eure-et-Loir.

## Histoire

### XVeetXVIesiècles
Au premier trimestre de l'année 1591, les religieuses bénédictines de l'abbaye Saint-Avit-les-Guêpières font aveu au roi de France Henri IV, pour sa seigneurie de Mondoubleau, du fief et seigneurie de Romilly.

### XVIIesiècle
Un bail emphytéotique de la seigneurie de Romilly-au-Perche est signé à l'hiver 1605 par les religieuses de Saint-Avit au profit de François de Chadieu, abbé de l'abbaye Notre-Dame de Blanche-Couronne.
Les droits seigneuriaux à Romilly-sur-Aigre sont donnés à bail à Charles Rollandin, notaire à Mondoubleau, en juillet 1628 par Catherine I d'Illiers de Balsac, abbesse de abbaye Saint-Avit-les-Guêpières.

## Politique et administration

### Liste des maires
| Période                                  | Période          | Identité          | Étiquette | Qualité           |
| ---------------------------------------- | ---------------- | ----------------- | --------- | ----------------- |
| 1810                                     | 1811             | Jean Paisan       |           | Marchand          |
| 1965                                     | 1974             | Roger Bellon      |           | Chef d'entreprise |
| Les données manquantes sont à compléter. |                  |                   |           |                   |
| mars 1995                                | mars 2001        | Aurèle Daviau     |           |                   |
| mars 2001                                | mars 2008        | Gilbert Amary     |           |                   |
| mars 2008                                | 31 décembre 2016 | Philippe Gasselin | SE        | Agriculteur       |

## Population et société

### Démographie
L'évolution du nombre d'habitants est connue à travers les recensements de la population effectués dans la commune depuis 1793. À partir du 1er janvier 2009, les populations légales des communes sont publiées annuellement dans le cadre d'un recensement qui repose désormais sur une collecte d'information annuelle, concernant successivement tous les territoires communaux au cours d'une période de cinq ans. 
Pour les communes de moins de 10 000 habitants, une enquête de recensement portant sur toute la population est réalisée tous les cinq ans, les populations légales des années intermédiaires étant quant à elles estimées par interpolation ou extrapolation. Pour la commune, le premier recensement exhaustif entrant dans le cadre du nouveau dispositif a été réalisé en 2005,.
En 2014, la commune comptait 475 habitants, en évolution de −1,25 % par rapport à 2009 (Eure-et-Loir : +1,94 %, France hors Mayotte : +2,49 %).
| 1793 | 1800 | 1806 | 1821 | 1831 | 1836 | 1841 | 1846 | 1851 |
| ---- | ---- | ---- | ---- | ---- | ---- | ---- | ---- | ---- |
| 391  | 447  | 391  | 518  | 607  | 615  | 620  | 639  | 647  |

| 1856 | 1861 | 1866 | 1872 | 1876 | 1881 | 1886 | 1891 | 1896 |
| ---- | ---- | ---- | ---- | ---- | ---- | ---- | ---- | ---- |
| 628  | 614  | 584  | 545  | 540  | 624  | 615  | 605  | 568  |

| 1901 | 1906 | 1911 | 1921 | 1926 | 1931 | 1936 | 1946 | 1954 |
| ---- | ---- | ---- | ---- | ---- | ---- | ---- | ---- | ---- |
| 580  | 539  | 501  | 433  | 428  | 419  | 432  | 456  | 403  |

| 1962 | 1968 | 1975 | 1982 | 1990 | 1999 | 2005 | 2010 | 2014 |
| ---- | ---- | ---- | ---- | ---- | ---- | ---- | ---- | ---- |
| 406  | 380  | 362  | 360  | 405  | 465  | 451  | 500  | 475  |

## Culture locale et patrimoine

### Lieux et monuments

#### Édifices religieux

##### Église paroissiale Saint-Pierre
L'église date du XVe siècle. Adossé à sa façade ouest, est accolé le Petit Hôpital de Jean de Pleurre (fin du XVIIe siècle, déplacement momentané de l'Hôtel-Dieu de La Ferté-Villeneuil). Cet hôpital, bâtiment rectangulaire flanqué de deux tours d'angle, constitue aujourd'hui le porche de l'église et donne à celle-ci, à tort, l'allure d'une église fortifiée,.

Extérieur de l'église Saint-Pierre
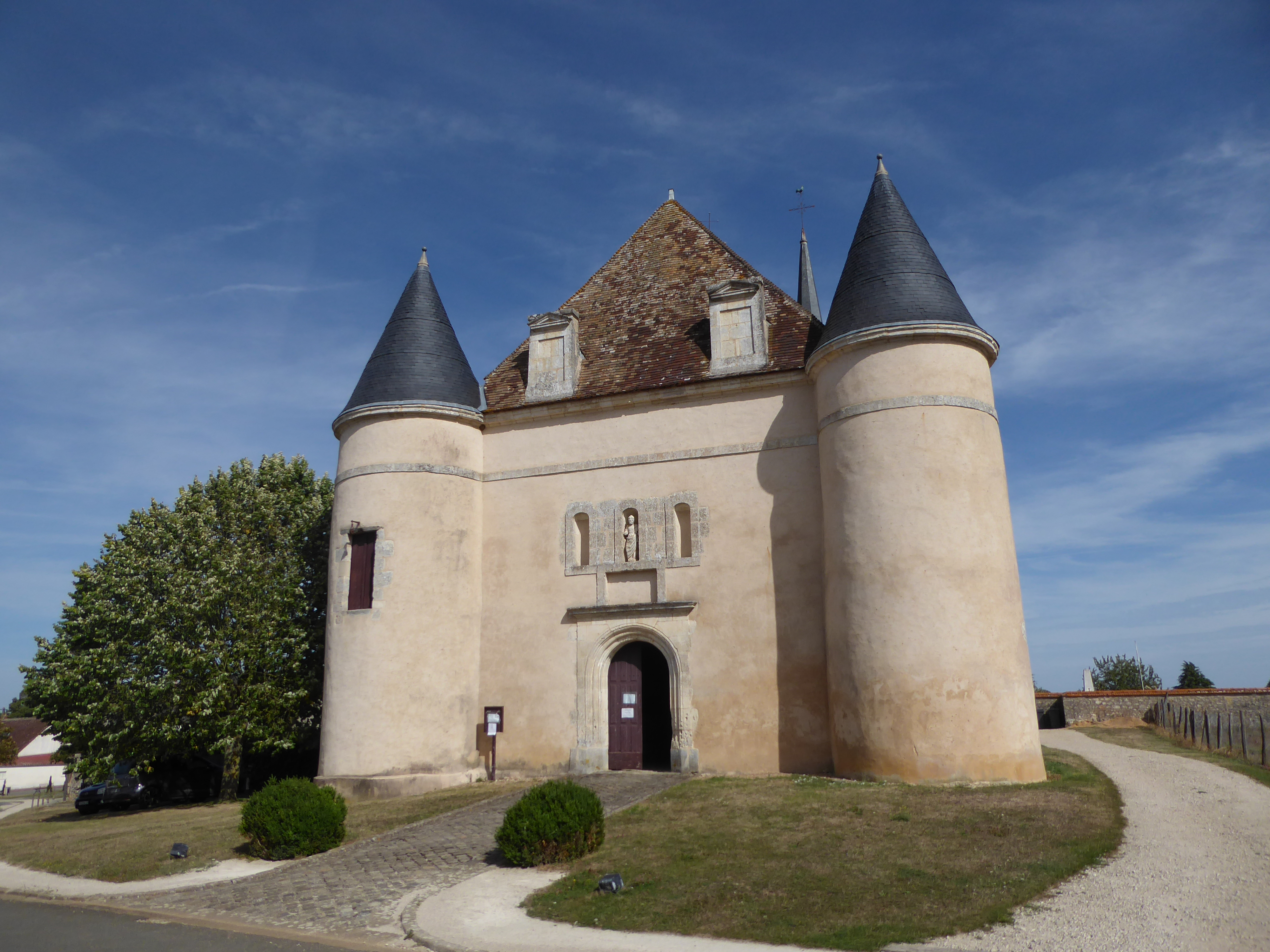
Façade ouest.
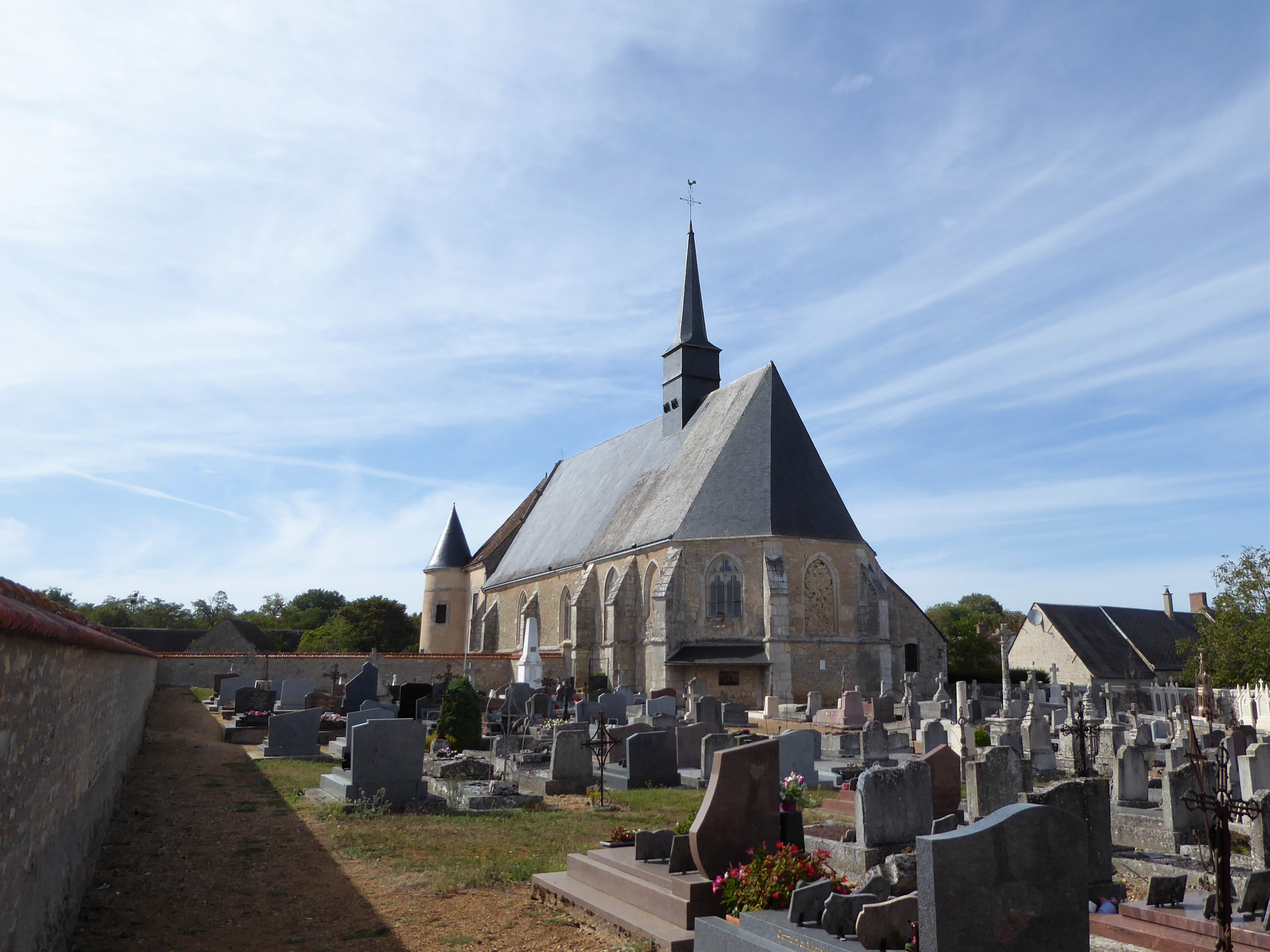
Chevet, clocher et cimetière.

Intérieur de l'église Saint-Pierre
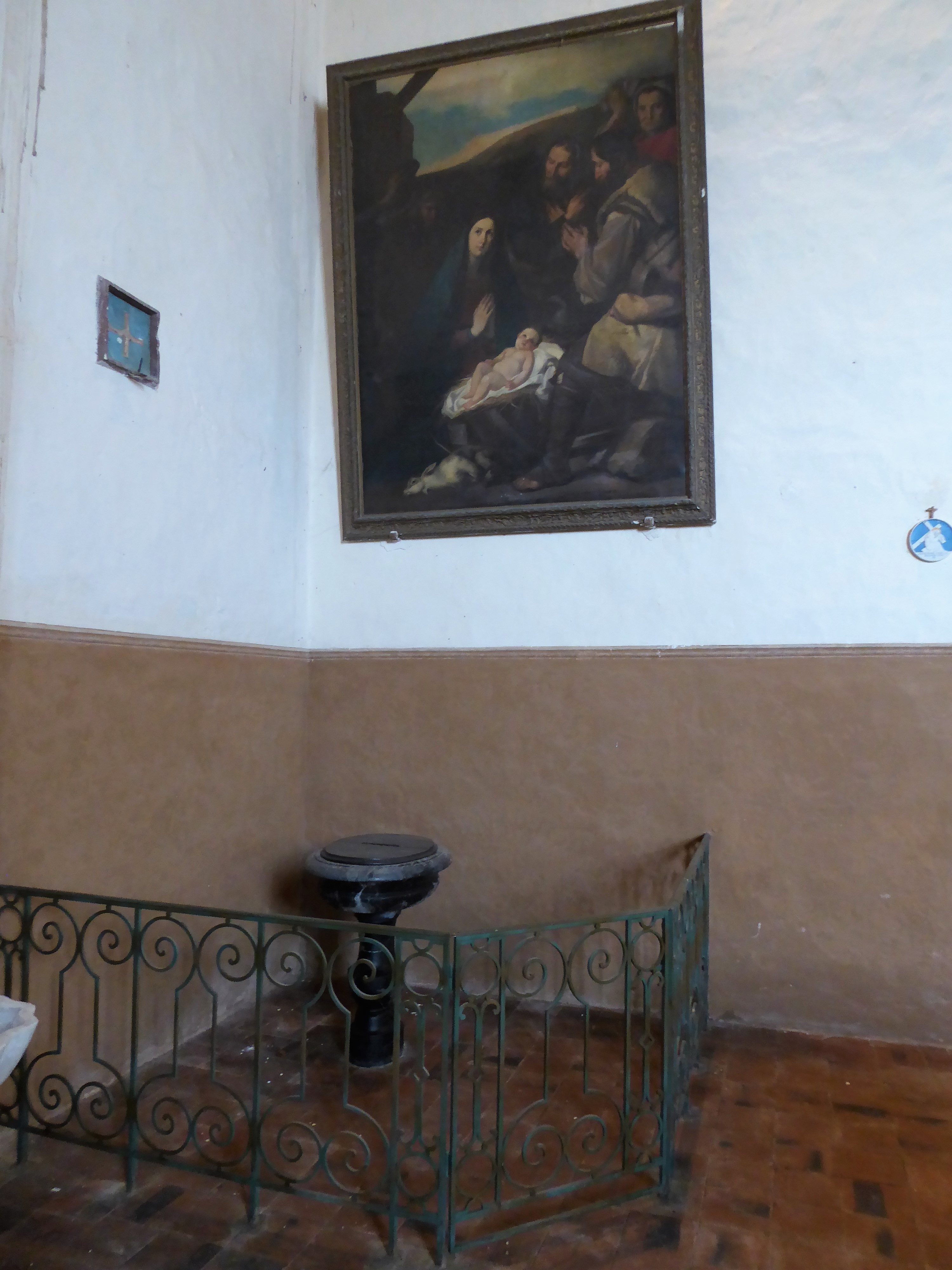
Fonts baptismaux.
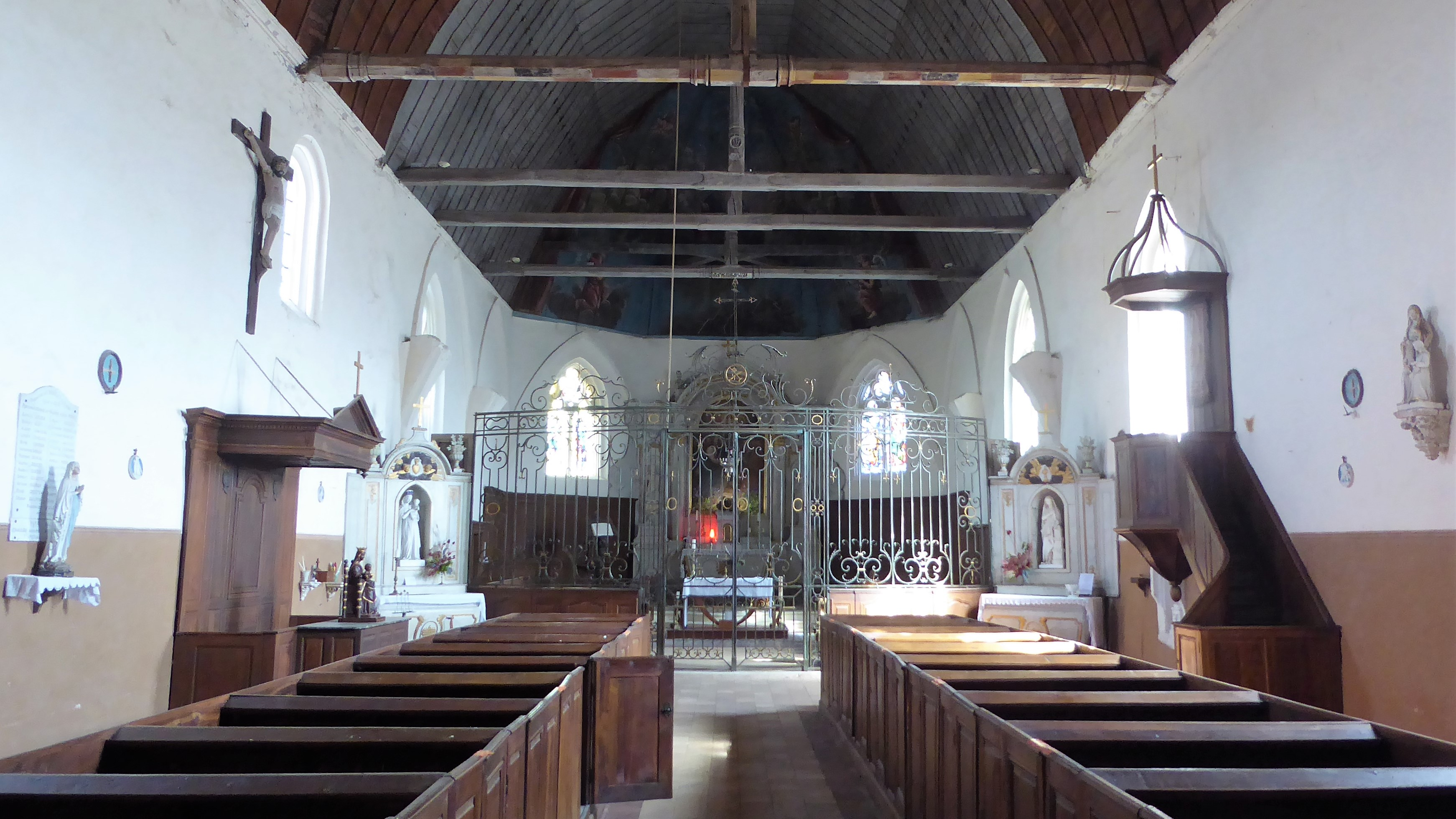
Bans clos, nef et grille.
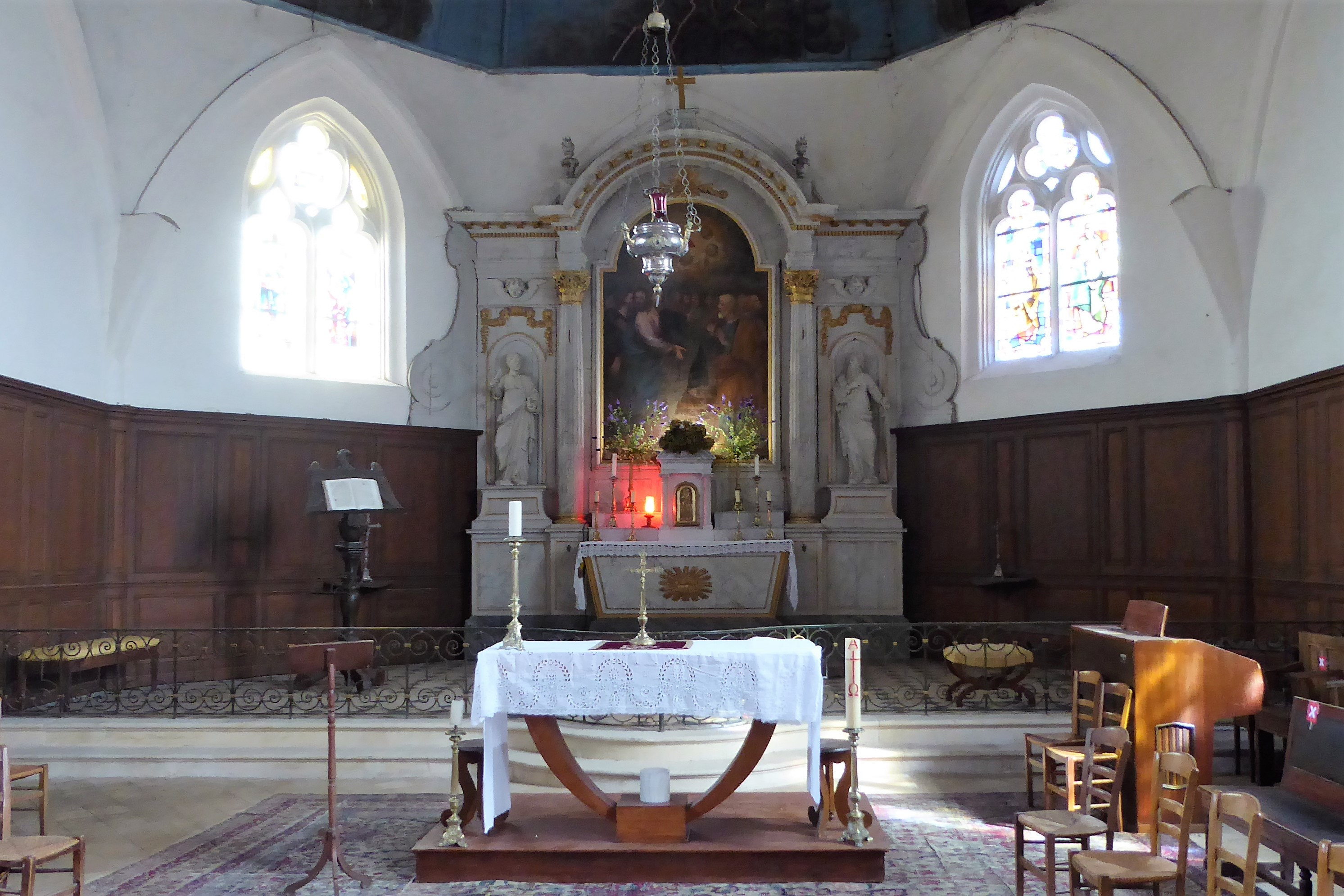
Autel et retable.
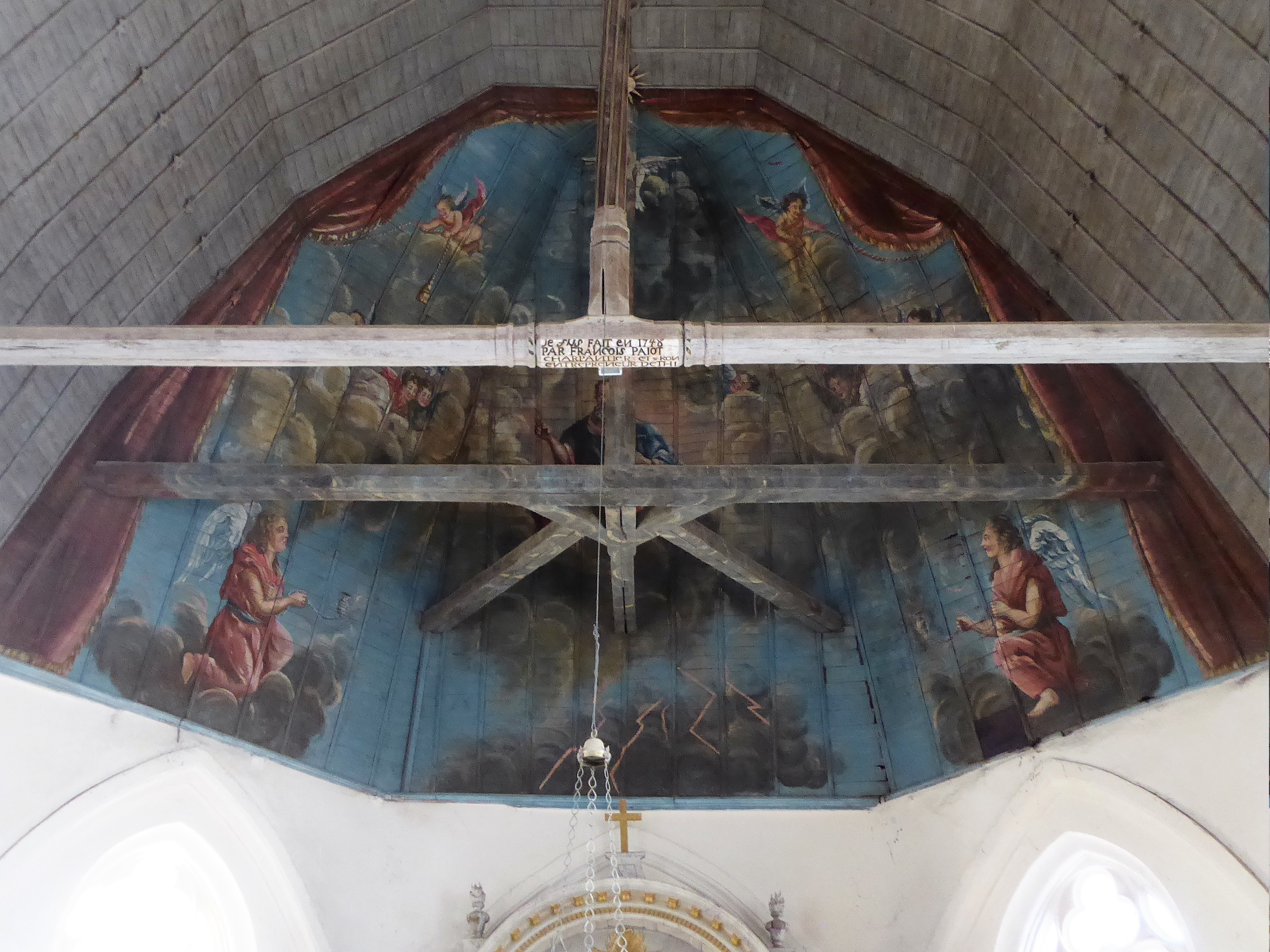
Peinture de l'abside.
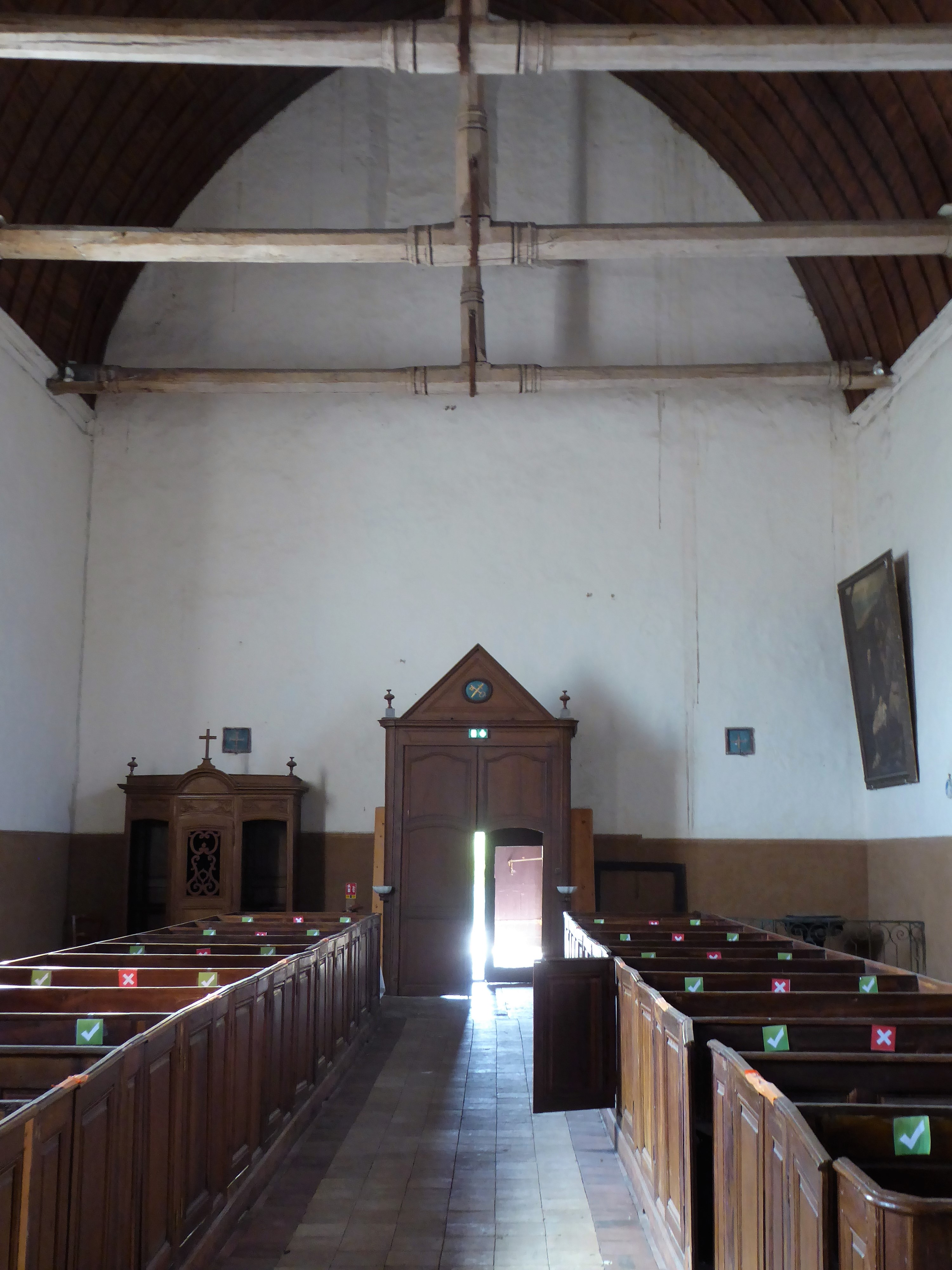
Nef vue du chœur.

##### Ancien prieuré de Bouche d'Aigre
Inscrit MH (1928).

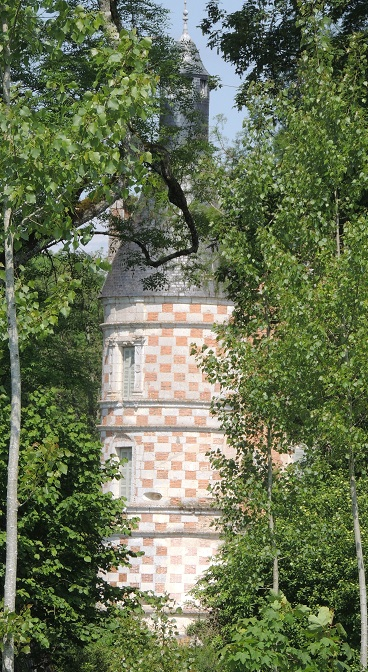
Ancien prieuré de Bouche d'Aigre.

Sont présents les restes d'un ancien prieuré dépendant de l'abbaye de la Sainte-Trinité de Tiron, actuellement Thiron-Gardais en Eure-et-Loir, fondé en 1176 par Alix de France et Thibaud V au confluent de l'Aigre et du Loir. Il ne subsiste que le chœur de l'église datée du milieu du XIIe siècle.
Dans le parc, le château est très remanié au XIXe siècle.

##### Cimetière
Le cimetière de Romilly accueille notamment :
- le monument aux morts ;
- la tombe du curé Brazon inhumé en 1875, avec entourage en fer forgé, croix et piédestal sculptés dans une pierre tendre. Y sont représentés ses vêtements et instruments de culte : barrette, soutane, missel, étole et chapelet ;
- le carré des sépultures de la famille de Tarragon, autrefois propriétaire du château du Jonchet.

Le cimetière
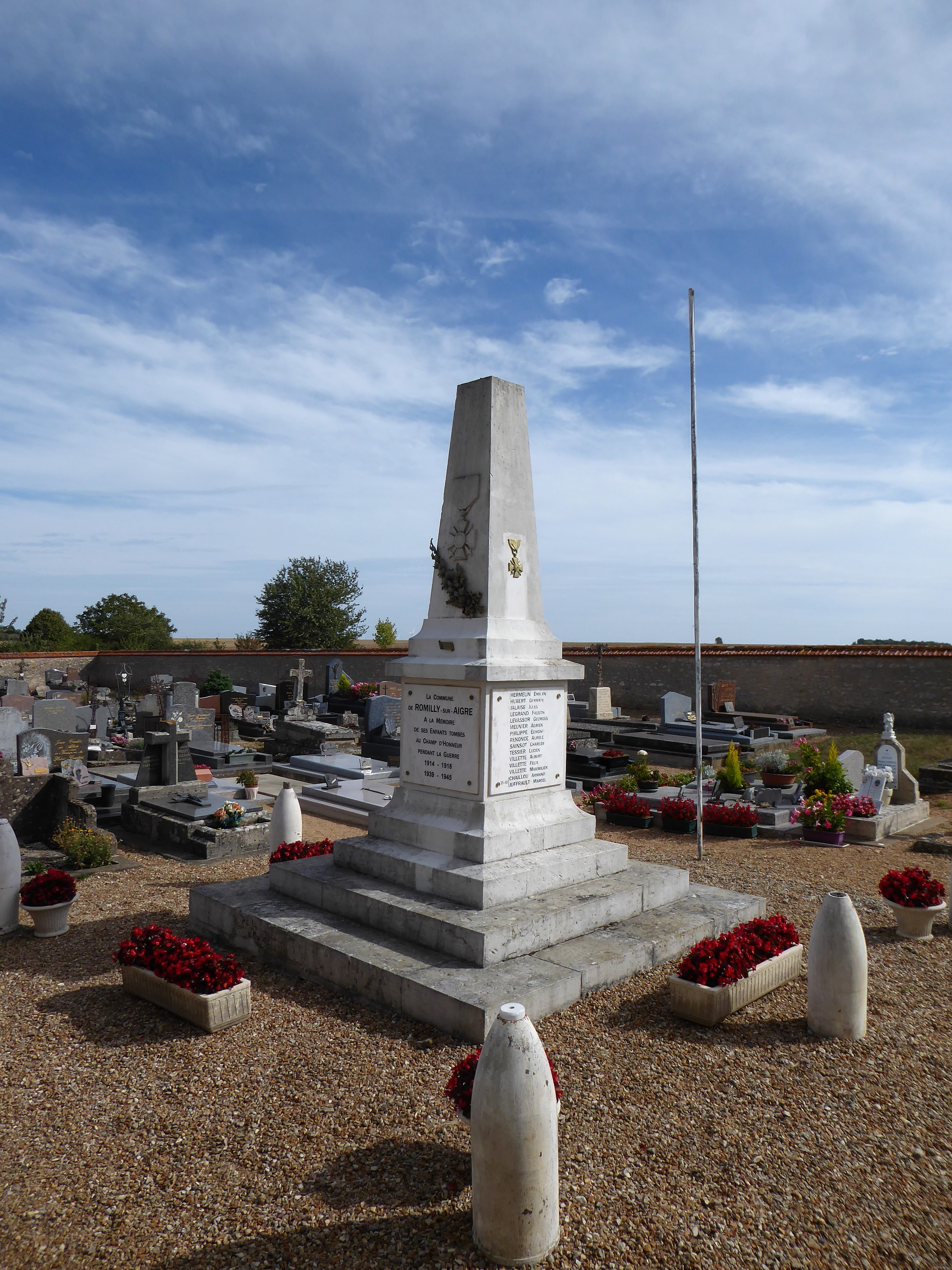
Le monument aux morts.
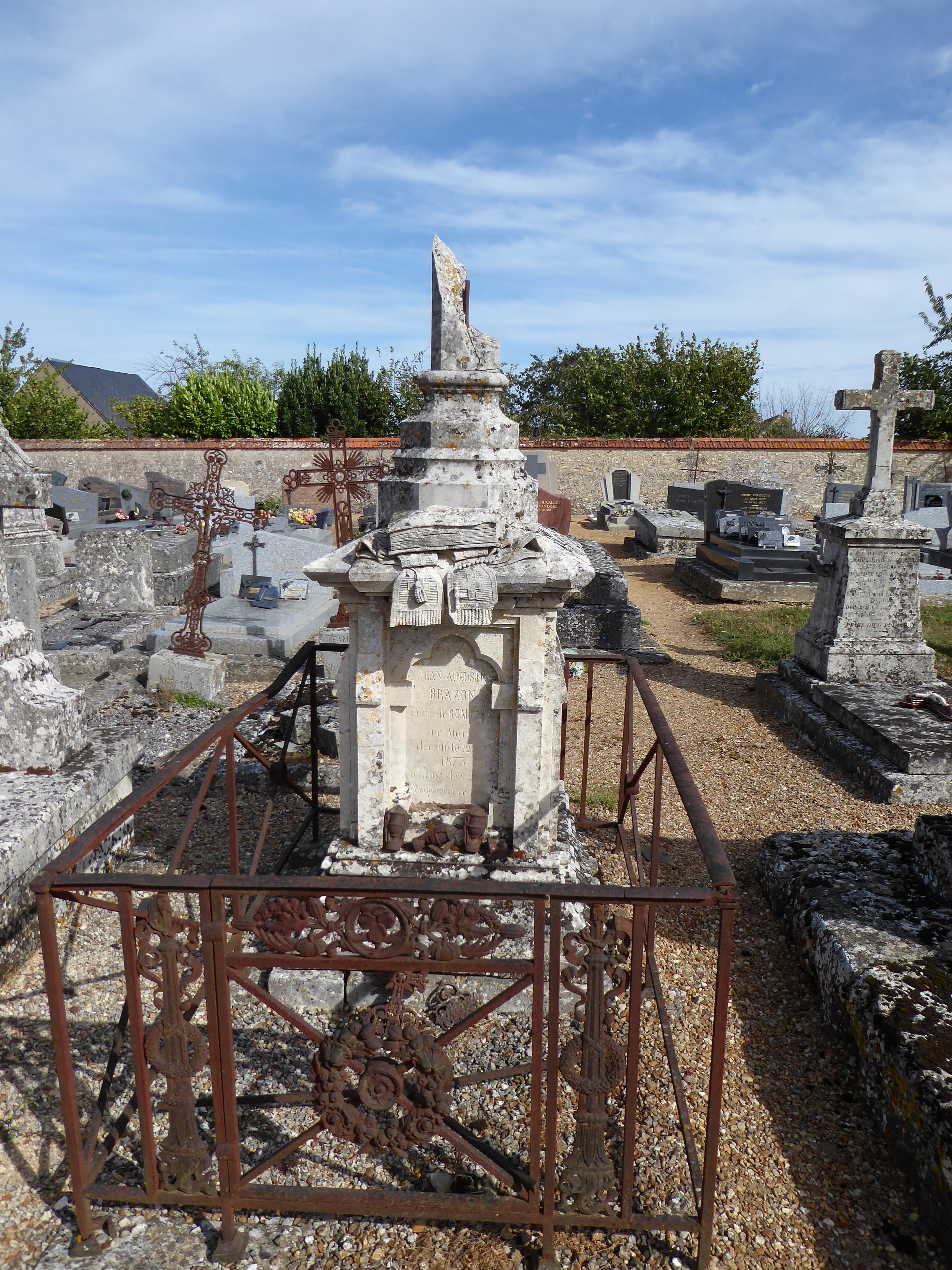
Tombe du curé Brazon.
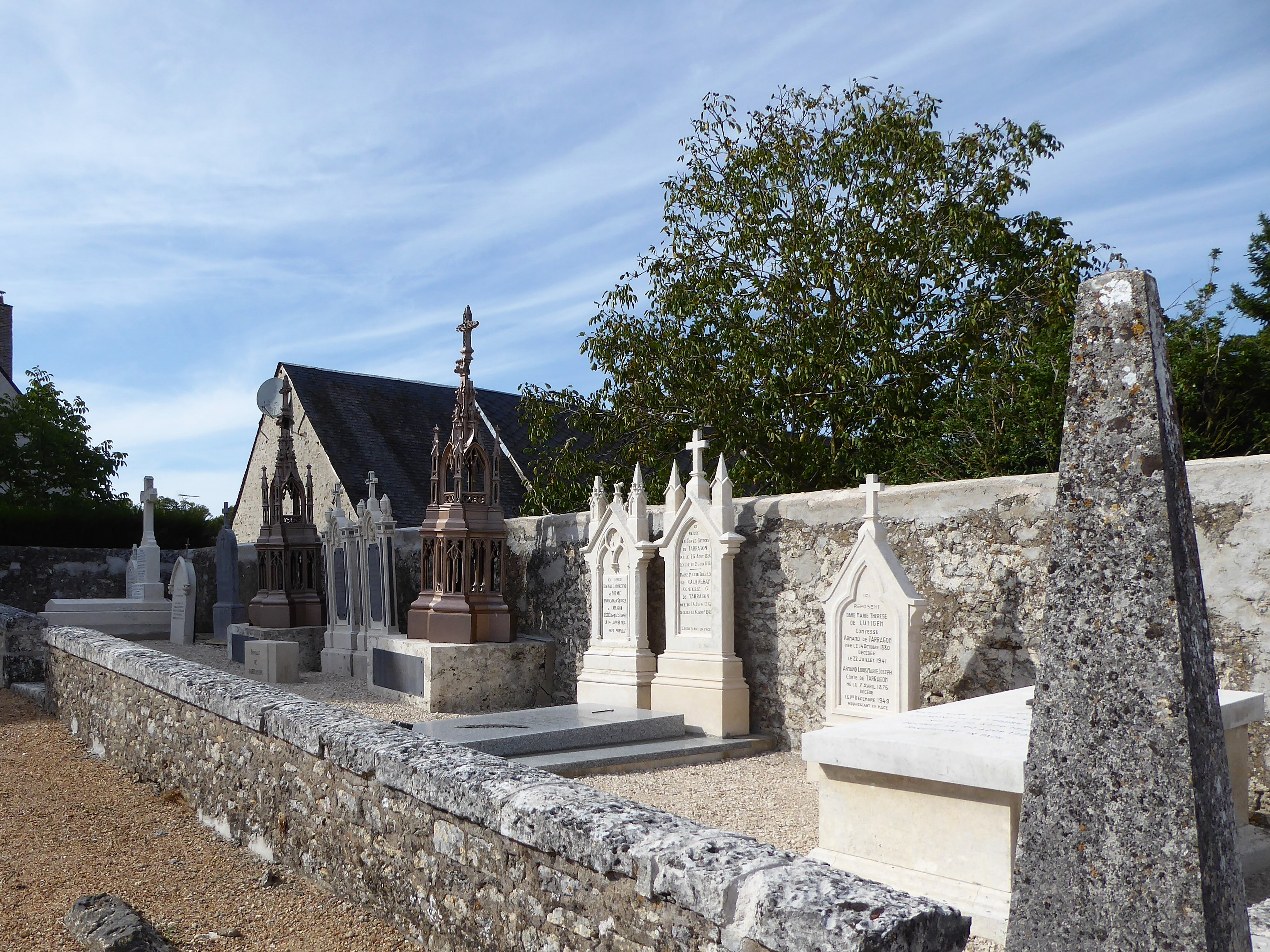
Sépultures de la famille de Tarragon.

#### Édifices civils

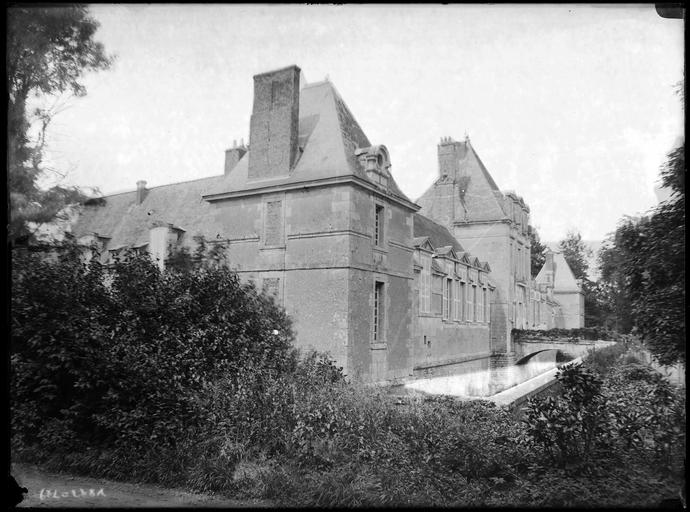
Le château du Jonchet
.

- Château du Jonchet,  Classé MH (1984)[17] : de style Renaissance fin XVIe siècle. Transformé au XVIIIe siècle par l'architecte Gabriel de Lestrade, qui construisit notamment l'escalier d'honneur pour Louis-Hilaire du Bouchet, comte de Sourches. Il fut ensuite la propriété du comte Armand de Tarragon[18]. Ce château, très abimé dans les années 1950, a été entièrement restauré par le propriétaire suivant, l'architecte Fernand Pouillon (1912-1986) qui l'évoque dans ses Mémoires[19]. Il fut ensuite la propriété de Roger Bellon, propriétaire des laboratoires pharmaceutiques du même nom, puis du couturier Hubert de Givenchy.

- Château de Sainte-Barbe, XIXe siècle.
- Ferme de La Touche.
- Arboretum.

### Personnalités liées à la commune
- Paul Caillard (1832-1919), ancien maire de Levallois-Perret, officier de la Légion d'honneur, y est mort.
- Émile Zola (1840-1902) s'inspira du lieu, qu'il nomma Rognes, pour écrire son roman La Terre.
- Roger Bellon (1905-1974), créateur et dirigeant du laboratoire pharmaceutique du même nom, résistant, déporté, maire de 1965 à 1974[20].
- Fernand Pouillon (1912-1986), architecte et urbaniste, propriétaire du château du Jonchet.
- Robert Renoncé (1912-1991), coureur cycliste, vainqueur du Tour d'Autriche en 1947.
- Hubert de Givenchy (1927-2018), couturier, propriétaire du château du Jonchet.